# 유상재
유상재(1976년 4월 1일 ~ )는 대한민국의 배우이다.

## 학력
- 홍익대학교 미술대학 회화과 중퇴

## 출연 작품

### 영화
- 《좋은 놈, 나쁜 놈, 이상한 놈》 (2007년) - 기차 만주군 경찰 역
- 《대한민국 1%》 (2010년) - 2소대장 역
- 《혈투》 (2011년) - 척후부장 역
- 《짐승》 (2011년) - 박 대위 역
- 《고치방》 (2011년) - 주식투자남 역
- 《검은 갈매기》 (2011년) - 정경사 역
- 《범죄와의 전쟁: 나쁜놈들 전성시대》 (2012년) - 형배 조직원 11 역
- 《관상》 (2013년) - 홍윤성 역
- 《베일》 (2013년) - 영식 역
- 《군도: 민란의 시대》 (2014년) - 7인 무관 3 역
- 《숨바꼭질》 (2014년) - 민수 역
- 《밀정》 (2016년) - 박 포수 역
- 《찌르다》 (2017년) - 관장 역
- 《숲속의 부부》 (2018년) - 모텔 지배인 역
- 《인랑》 (2018년) - 인랑 1 역
- 《안시성》 (2018년) - 연개소문부관 역
- 《국가부도의 날》 (2018년) - 2차관 역
- 《얼굴 없는 보스》 (2018년)
- 《말모이》 (2019년) - 북만주 일본장교 역
- 《범털》 (2020년) - 정태수 역
- 《스파이형 모델》 (2022년) - 김 경위 역
- 《오! 마이 고스트》 (2022년)
- 《너의 순간》 (2023년) - 젊은 상일 역

### 드라마
- 《하이킥! 짧은 다리의 역습》 (2011년, MBC) - 의사 역
- 《뿌리깊은 나무》 (2011년, SBS) - 의금부도사 역
- 《인수대비》 (2011년, JTBC) - 유자광 역
- 《빛과 그림자》 (2011년, MBC) - 기자 역
- 《스트레인저 6》 (2012년, 일본 WOWOW) - 조영수 역
- 《KBS 드라마 스페셜 연작 시리즈 - 시리우스》 (2013년, KBS2)
- 《야왕》 (2013년, SBS) - 검사 역
- 《특수사건 전담반 TEN 2》 (2013년, OCN) - 성재민 역
- 《궁중잔혹사 꽃들의 전쟁》 ((2013년, JTBC) - 이시백 역
- 《쓰리 데이즈》 (2014년, SBS) - 대통령수행 2팀장 역
- 《독도평전》 (2014년, EBS) - 당상관 이정길 역
- 《삼총사》 (2014년, tvN)
- 《신분을 숨겨라》 (2015년, tvN) - 최철한 역
- 《육룡이 나르샤》 (2015년, SBS) - 무사 역
- 《내 마음의 꽃비》 (2016년, KBS2) - 승재 비서 역
- 《굿바이 미스터 블랙》 (2016년, MBC) - 김 비서 역
- 《다 잘될 거야》 (2016년, KBS2) - 형사 역
- 《마담 앙트완》 (2016년, JTBC) - 수현 부 역
- 《옥중화》 (2016년, MBC) - 자객 역
- 《좋은 사람》 (2016년, MBC) - 성변호사 역
- 《보이스》 (2017년, OCN) - 병원 보안팀장 역
- 《돌아온 복단지》 (2017년, MBC) - 김철중 역
- 《맨투맨》 (2017년, JTBC) - 검찰수사관 역
- 《이름 없는 여자》 (2017년, KBS2) - 형사 이필규 역
- 《크리미널 마인드》 (2017년, tvN) - 특공팀장 역
- 《의문의 일승》 (2017년, SBS) - 명진서 팀장 역
- 《미워도 사랑해》 (2018년, KBS1)
- 《파도야 파도야》 (2018년, KBS2)
- 《이몽》 (2019년, MBC) - 로쿠 역

### 연극
- 《우동 한 그릇》 (2007년)
- 《적빈》 (2008년)
- 《누가 왕의 학사를 죽였나》 (2008년)
- 《맥베스》 (2009년)
- 《나무》 (2010년)